# كرنفال ريو دي جانيرو
كرنفال في ريو دي جانيرو (البرتغالية: كرنفال دو ريو دي جانيرو) هو مهرجان يقام كل عام قبل الصوم الكبير ؛ يعتبر أكبر كرنفال في العالم ، حيث يتواجد مليوني شخص يوميًا في الشوارع. حدث أول مهرجان كرنفال في ريو عام 1723.
موكب كرنفال ريو النموذجي مليء بالمحتفلين والعوامات والزينة من العديد من مدارس السامبا التي تقع في ريو (أكثر من 200 تقريبًا ، مقسمة إلى خمس بطولات / أقسام). تتكون مدرسة السامبا من تعاون الجيران المحليين الذين يرغبون في حضور الكرنفال معًا ، مع نوع من الخلفية الإقليمية والجغرافية والمشتركة.
هناك أمر خاص أن كل مدرسة يجب أن تتبع مع مدخلات موكبهم. كل مدرسة تبدأ بـ «لجنة الجبهة» ، وهي مجموعة الناس من المدرسة التي تظهر أولاً. من عشرة إلى خمسة عشر شخصا ، كوميساو الجبهة تقدم المدرسة وتحدد مزاج وأسلوب عرضهم. هؤلاء الناسِ عِنْدَهُمْ رقصات رقصةِ في الأزياء المُتَأَكِّدةِ التي تَسْرد عادة a قصة قصيرة. في أعقاب «كوميساو دي الجبهة» كانت أول تعويم لمدرسة السامبا ، والذي يطلق عليه «جناح الافتتاح». ويلي ذلك كل من ميستر-سالا وبورتا-بانديرا («سيد الاحتفالات وحامل العلم») ، مع زوج واحد إلى أربعة أزواج ، واحد نشط وثلاثة محميات ، لقيادة الراقصين ، والتي تشمل قدامى المحاربين القدامى و «لا داس بايانا» ، مع بطارية خط الطبول في الخلف وأحيانا جزء من النحاس والغيتار.

## التاريخ
يعود تاريخ الاحتفال بكرنفال ريو إلى 1650s. خلال ذلك الوقت ، تم تنظيم أعياد متطورة لإعطاء شرف لآلهة النبيذ اليونانية. كان الرومان يعبدون باكوس ، إله حصاد العنب. قدم البرتغاليون مهرجان «إنترودو» ، وهذا ألهم ميلاد الكرنفال في البرازيل. في عام 1840 ، حدث أول تنقيب في ريو ، وأخذ البولكا والفالس مركز الصدارة.
أثر الأفارقة في وقت لاحق على الكرنفال مع إدخال سامبا الموسيقى في عام 1917 ، والتي تعتبر الآن شكلا برازيليا تقليديا. [بحاجة لمصدر]
لم يكن هناك كرنفال في عام 1915-18 أو 1940-45.[بحاجة لمصدر]  تم إلغاؤه بتحذيرات صارمة ضد الاحتفالات السرية منذ عام 2021 بسبب جائحة كوفيد -19 في البرازيل، وسيعود يأتي 2023.

## موكب مدرسة سامبا

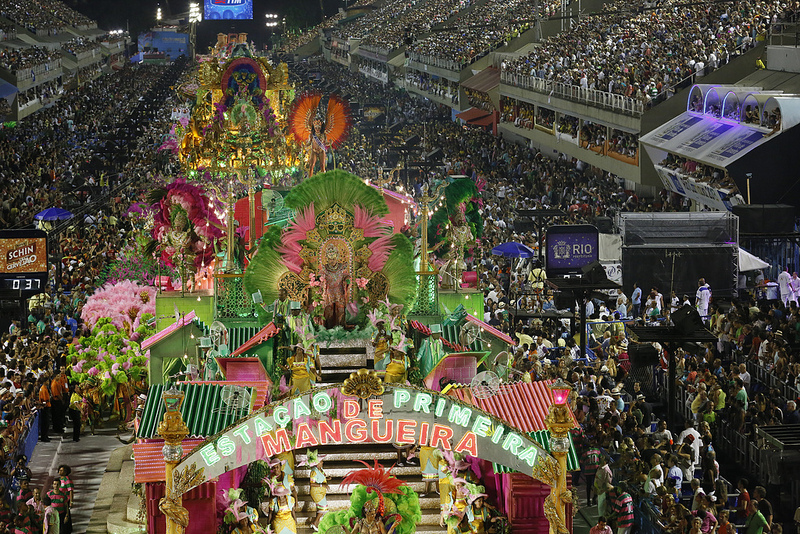
موكب من مانجويرا، واحدة من أكثر مدارس السامبا التقليدية في كرنفال ريو

أقيمت مواكب مدرسة سامبا في براسا أونزي ، المعروفة أيضا باسم «أفريقيا الكبيرة» ، مسقط رأس موكب كرنفال كاريوكا كما هو معروف اليوم. شارك مع بورتيلا وإستياو بريميرا دي مانغييرا لأول مرة في المدينة في عام 1929. في عام 1930 ، كانت سبع مدارس نشطة بالفعل في المدينة. مع أعمال في أفينيدا Presidente فارغاس ، انتقل العرض هناك ، ومن 1942 إلى 1945 عقد العرض في ساو جانوريو. واعتباراً من عام 1952 ، تم تجميع الرموز المؤقتة للجمهور سنوياً ، وفي عام 1961 بدأت تذاكر السفر المدفوعة بأول مرة للاستفادة من الاهتمام الدولي والوطني المتزايد وتزايد عدد السياح الوافدين. في عام 1974 ، بسبب أعمال مترو الأنفاق ، عقد العرض على أفينيدا Presidente Antunio كارلوس ، حيث تم بثه أيضا لأول مرة في تلفزيون الألوان. وفي عام 1978 ، نُقل الموكب إلى شارع ماركيز دي سابوكاي ، حيث لا يزال حتى يومنا هذا. في عام 1983 ، كلف الحاكم آنذاك ليونيل بريزولا المهندس المعماري أوسكار نيماير بمشروع ملعب محلي دائم للاستعراضات في نفس المنطقة ، لأنه حتى ذلك الحين ظلت المدرجات مؤقتة ، وتجميع وتفكيك فقط لهذا الحدث.[بحاجة لمصدر]
مع زيادة عدد المدارس المشاركة ، والتي جعلت العرض أطول وتعب الجمهور ، تم فصل العرض في عام 1984 إلى موعدين وفئتين: مساء الجمعة إلى صباح السبت بالنسبة لمدارس المستوى الأدنى ؛ ومساء الأحد إلى صباح الاثنين للمدارس الرئيسية ، بما في ذلك المدارس الأكثر قابلية للتعرف. في ذلك العام ، تم الإعلان عن مدرسة «بطل خارق» في أعقاب عرض الأبطال الذي أقيم في يوم السبت التالي ، والتي تم منحها بحلول ذلك الوقت لأفضل العروض في الليالي الماضية من المنافسة. وبما أن هذه الممارسة لم تتكرر أبدا ، فإن مانغويرا تظل مدرسة السامبا الوحيدة التي تمنح على الإطلاق لقب وكرامة «بطل خارق» للحدث السنوي. بورتيلا هي مدرسة سامبا التي لديها أكبر عدد من البطولات مع 22. [متى؟]
إن مدارس المجموعة الخاصة تحت LIESA العرض على مدى يومين (الأحد والاثنين) ، في حين تستعرض مدارس سلسلة A أيام الجمعة والسبت تحت LIERJ ، والتي تضم أيضاً سلسلة B ، التي تستعرض يوم الثلاثاء السمين. وكانت كلتا المنظمتين تحت الراية AESCRJ قبل أن تفقد حقوق التنظيم ، وبالتالي تنص أيضا على إنشاء منظمات جديدة مثل LIESB وسامبا نوسو لشُعب المستوى الأدنى. القسم الذهبي (سلسلة) مدرسة البطل التي تتقدم مباشرة كمشارك في المجموعة الخاصة لمسيرات الكرنفال في العام المقبل تستمر في كرنفال الاثنين بينما يستعرض بطل المجموعة الخاصة مرة أخرى يوم السبت بعد أربعاء الرماد. [بحاجة لمصدر]
اعتباراً من عام 2018 ، سلمت LIESB إدارة سلسلة E ومدارسها إلى ACAS ، التي تشغلها الآن كمنظمة من المستوى المبتدئ لمدارس السامبا ، في عام 2020 وقعت سلسلة C (شعبة الفضة) تحت منظمة جديدة ، LIVRES ، مع LIESB التعامل مع الانقسامات من فوقها ومن تحتها..[بحاجة لمصدر]

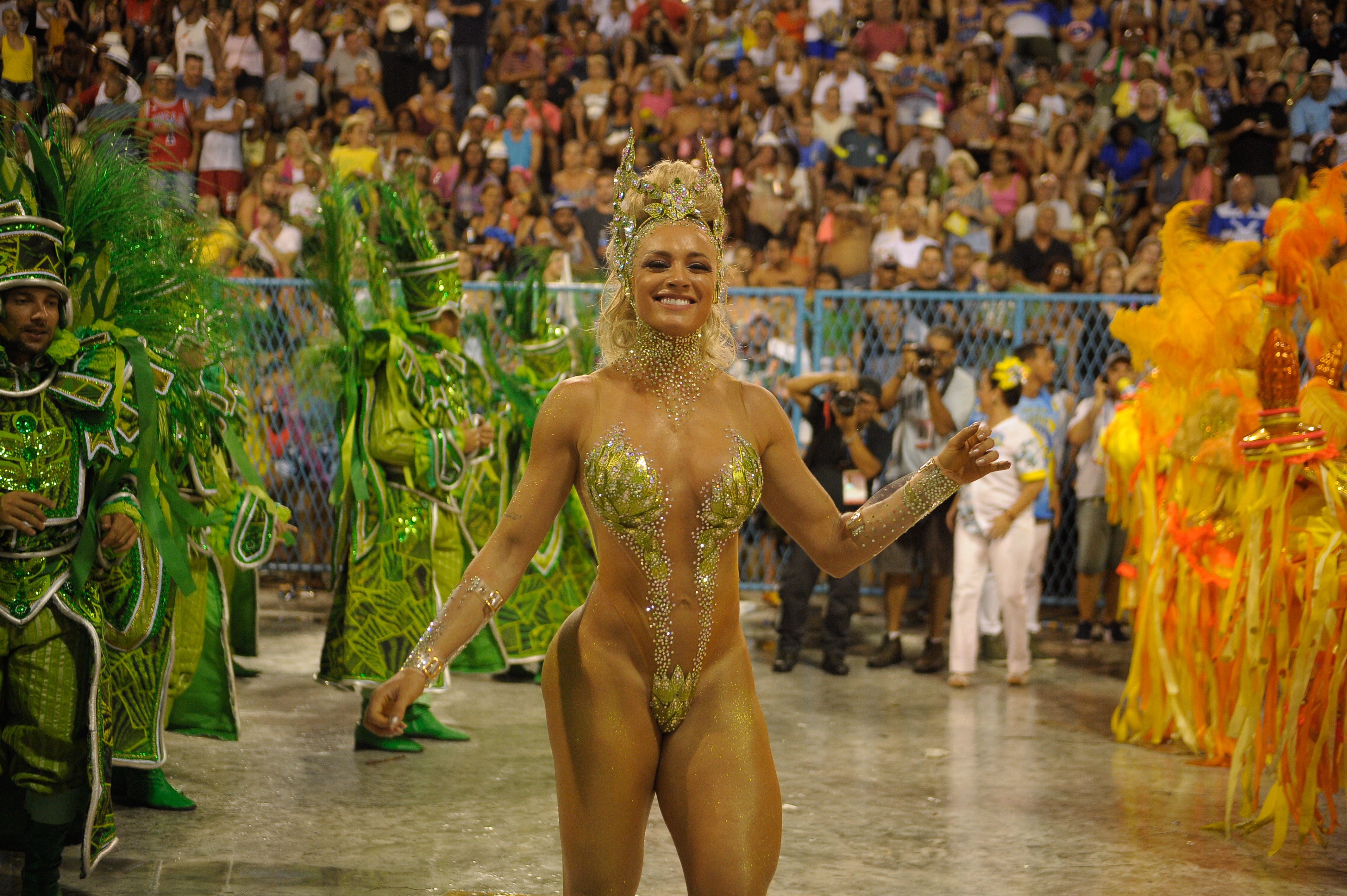
أداء نموذجي من رقصة السامبا

### التواريخ
يبدأ كرنفال ريو يوم الجمعة السابق الصوم وينتهي يوم أربعاء الرماد, لكن موكب الفائزين يحدث يوم السبت بعد انتهاء الكرنفال. المدرسة الفائزة و العداءون من المجموعة الخاصة ، فضلا عن بطل سلسلة ، كل مسيرة في وقت واحد النهائي في هذه الليلة.
- من 1 إلى 6 مارس 2019
- من 21 إلى 26 فبراير 2020
- من 12 إلى 17 فبراير 2021 تم إلغاؤه بسبب جائحة كوفيد -19.
- 25 فبراير إلى 2 مارس 2022

### التذاكر

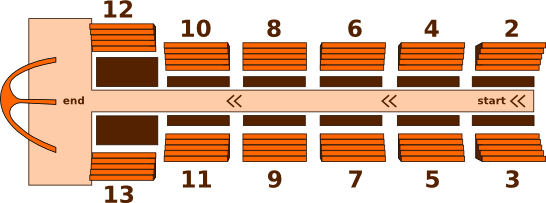
مخطط قطاعات سامبادروم

في عام 1984 ، قررت الحكومة منح ريو كرنفال منزلها الجديد في سامبادروم. اليوم ، بعض الأحداث الأكثر شهرة في كرنفال ريو هي أحداث تغريم. هناك أنواع مختلفة من تذاكر سامبادروم المتاحة للشراء. تذاكر المدرج هي تذاكر دخول عامة متوفرة على أساس من يأتي أولا يخدم أولا ولا يتم تخصيصها مسبقا. فريساس هي مقاعد صندوق في الهواء الطلق تقع على طول مدرج سامبا. الكماروت هي صناديق فاخرة تقع بين الفريزا والمدرجات. القطاع 9 هو القطاع السياحي الذي يشبه تذاكر المدرج ، والفرق هو أنه يتم تخصيصها بحيث يتم تخصيص مقاعد للأشخاص.
يمكن أن تختلف أسعار تذاكر الكرنفال حسب نوع التذكرة والقطاع والموسم. أرخص القطاعات هي 12 و 13. يمكن شراء التذاكر مقدما من خلال وسطاء دوليين ، أو من خلال وكلاء السفر المحليين في ريو دي جانيرو. 'شراء تذكرة' يعني عادة شراء قسيمة وهو بعد ذلك قابل للتبديل للتذكرة بالقرب من التاريخ. يتم تنظيم مبيعات التذاكر من قبل ليزا، الذي غالبا ما يجعل التذاكر متاحة في وقت متأخر من الإشعار عبر مكان (غالبا ما يكون بنكا) تم الإعلان عنه في اليوم السابق. تختلف أسعار تذاكر المدرج من 5 روبية إلى 500 روبية للقطاع السياحي (أسعار 2014) (روبية 500 = تقريبا. لنا 2 250). تنشر ليزا السعر الأساسي للتذاكر ، ويتقاضى الوكلاء والوسطاء رسوما أكبر (أحيانا أكثر بكثير) ولكنهم يقدمون راحة كبيرة ومزايا أخرى.[بحاجة لمصدر]

يمكن لأي شخص اشترى تذاكر لكرنفال 2021 إما استرداد الأموال أو الاحتفاظ بها لعام 2022.[بحاجة لمصدر]

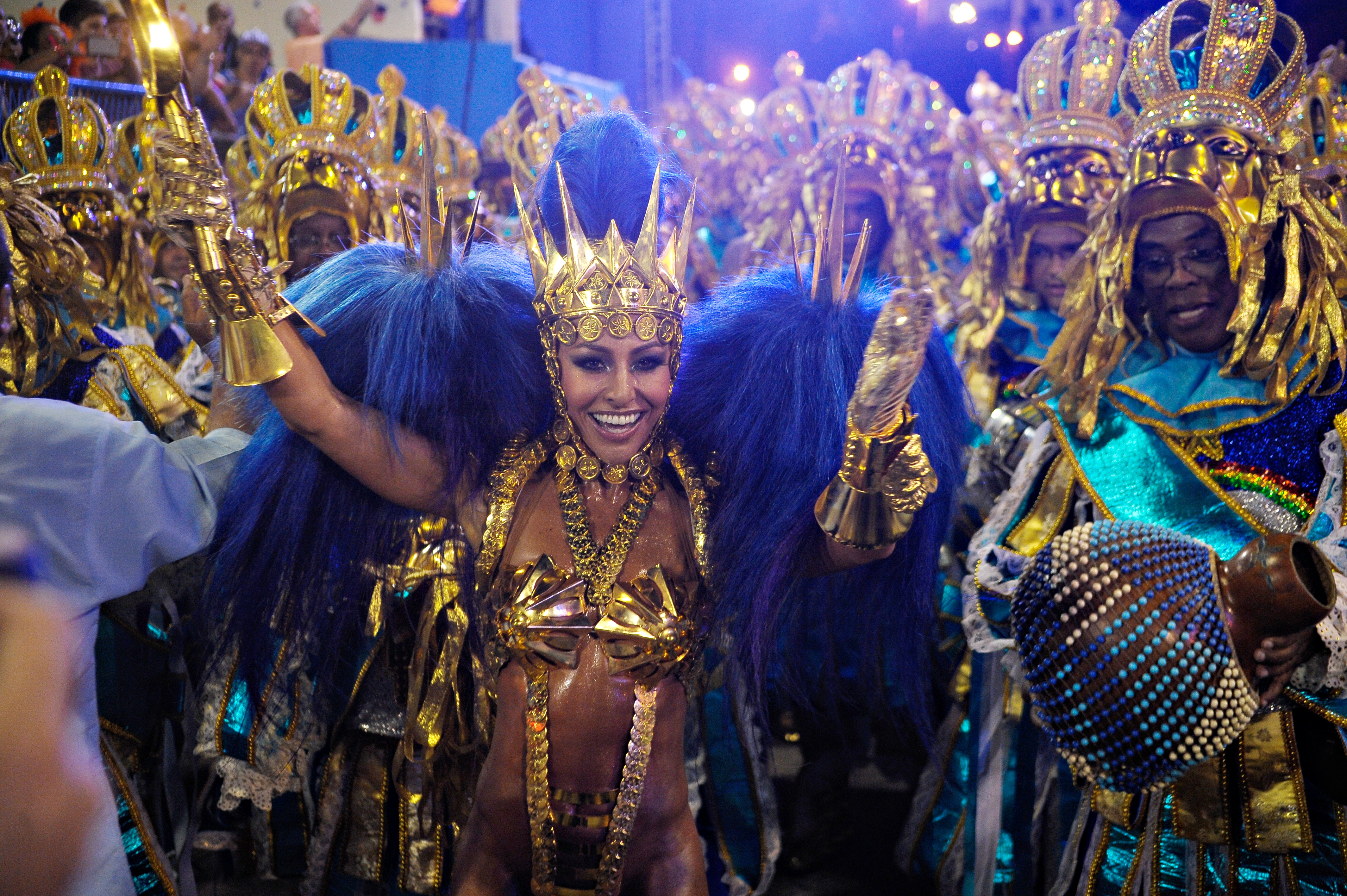
طبل الملكة
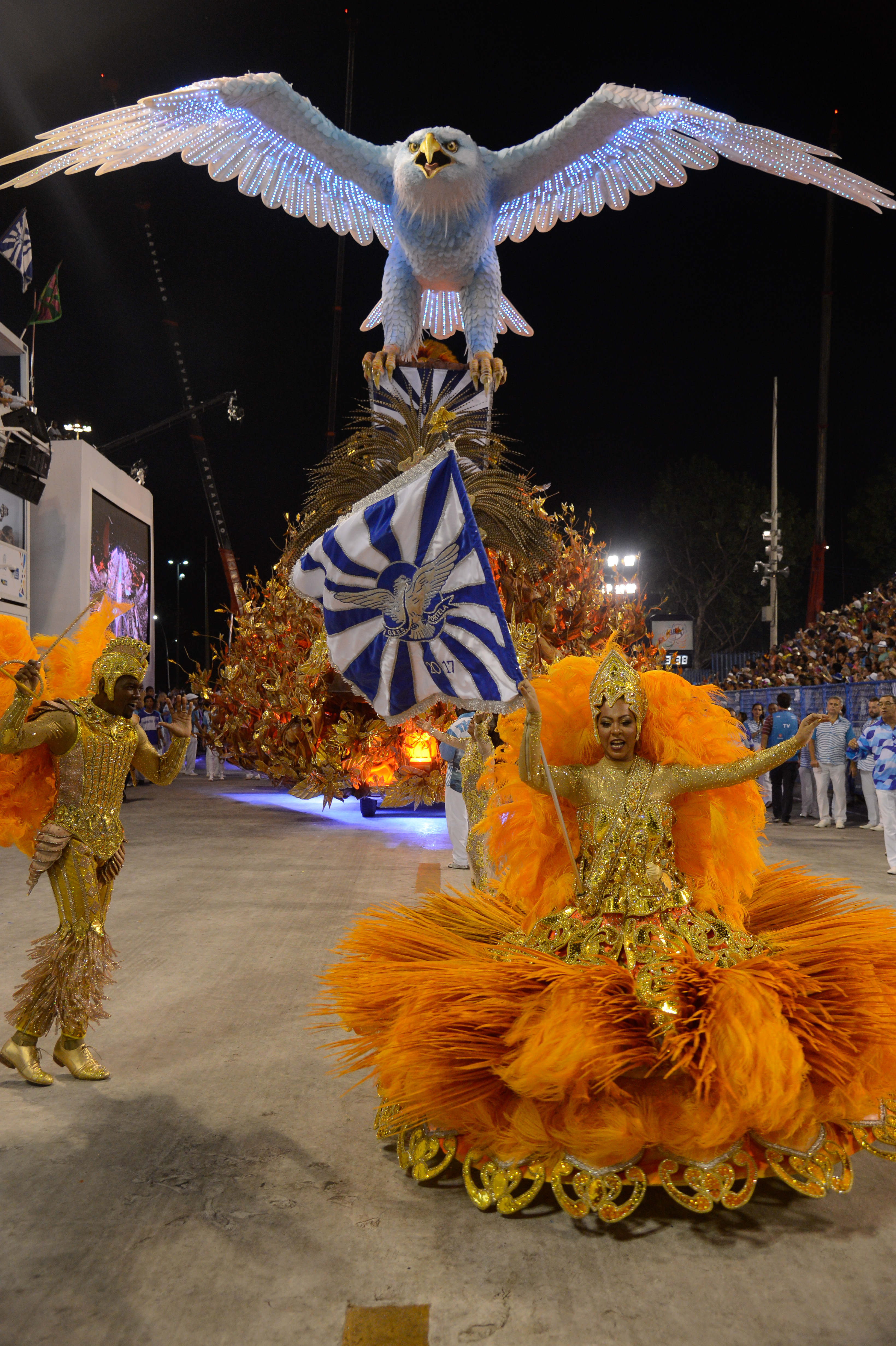
حامل العلم وسيد الحفل
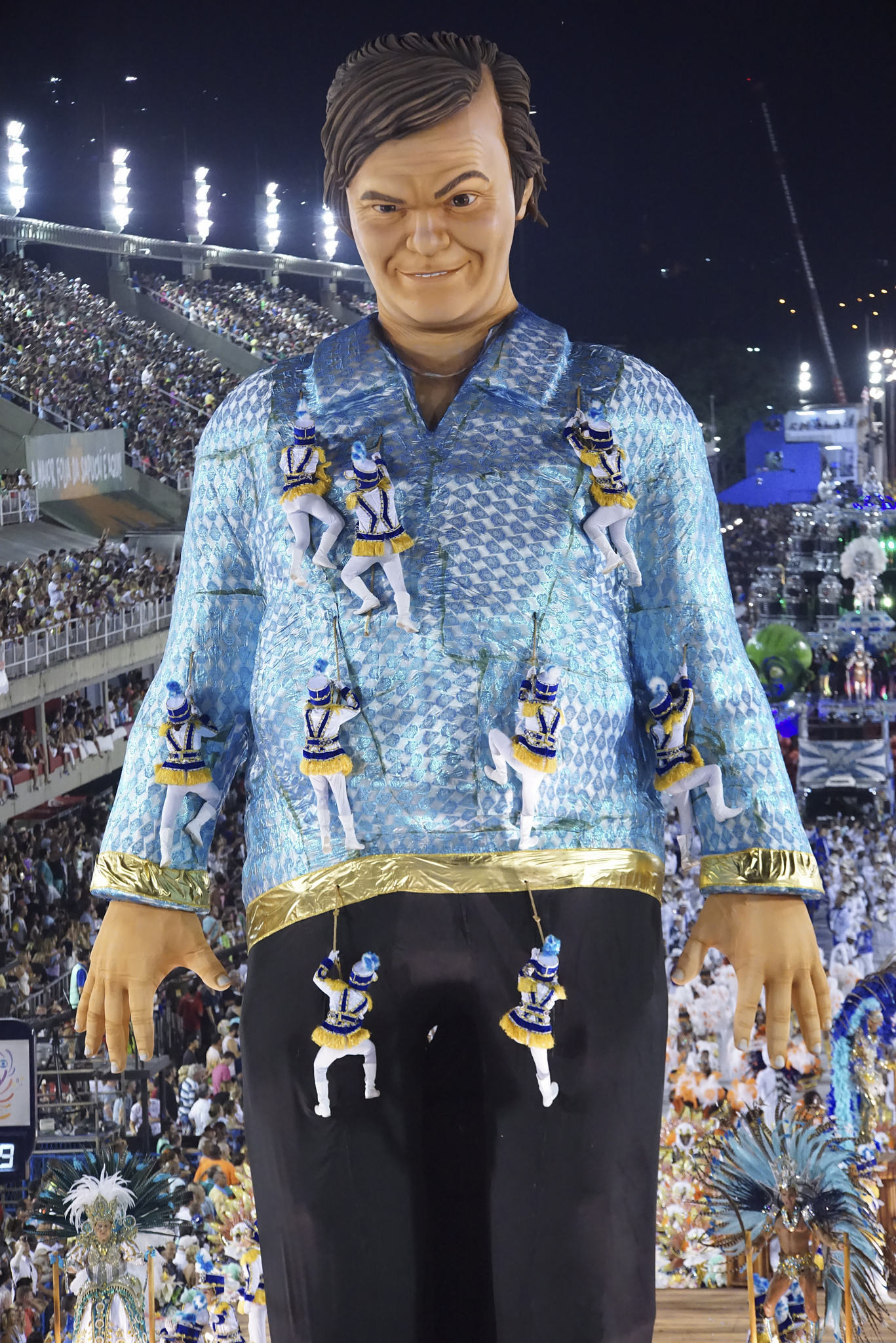
تطفو مع عملاق ليمويل جاليفر
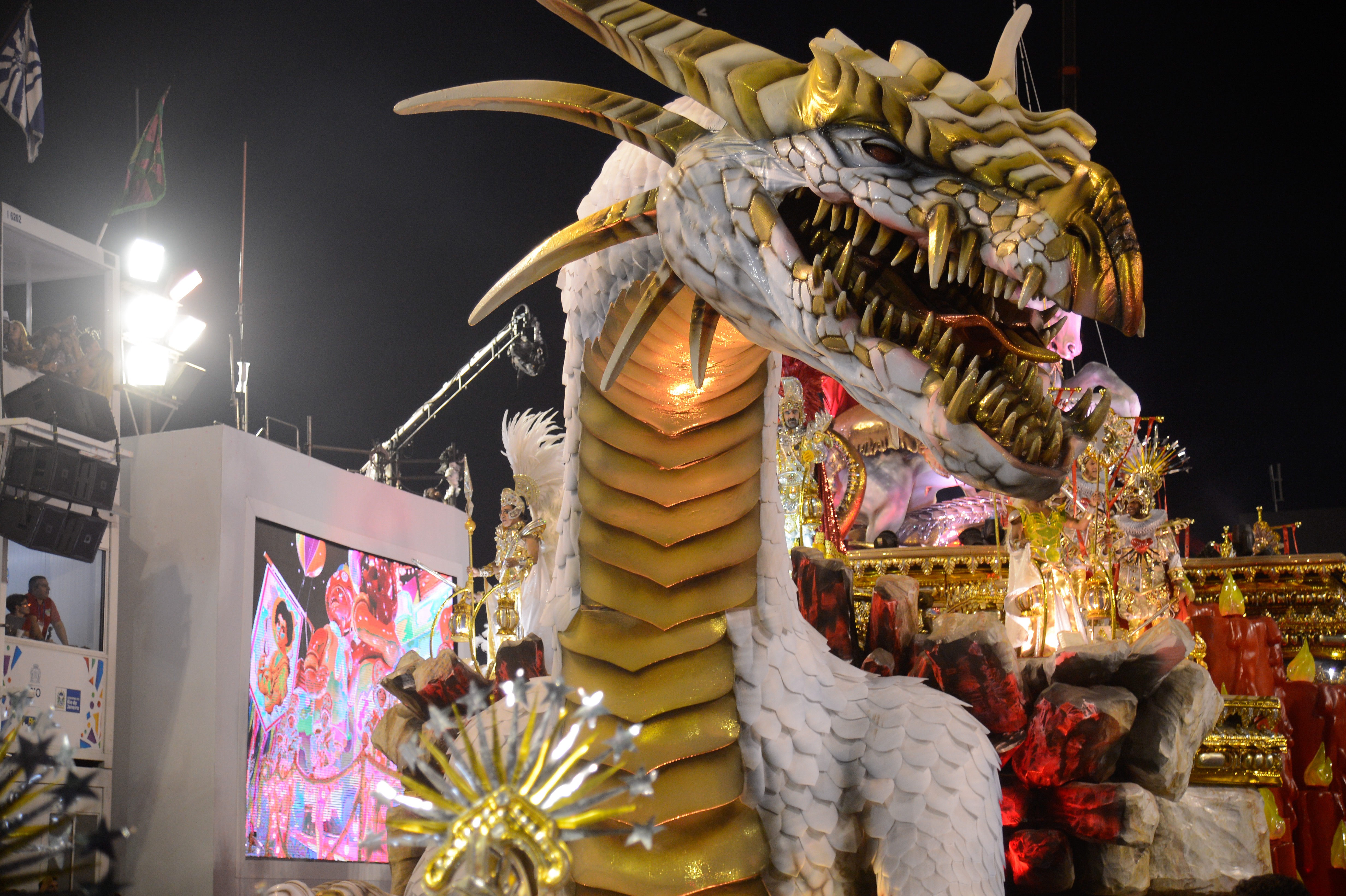
تعويم مع تنين القديس جورج
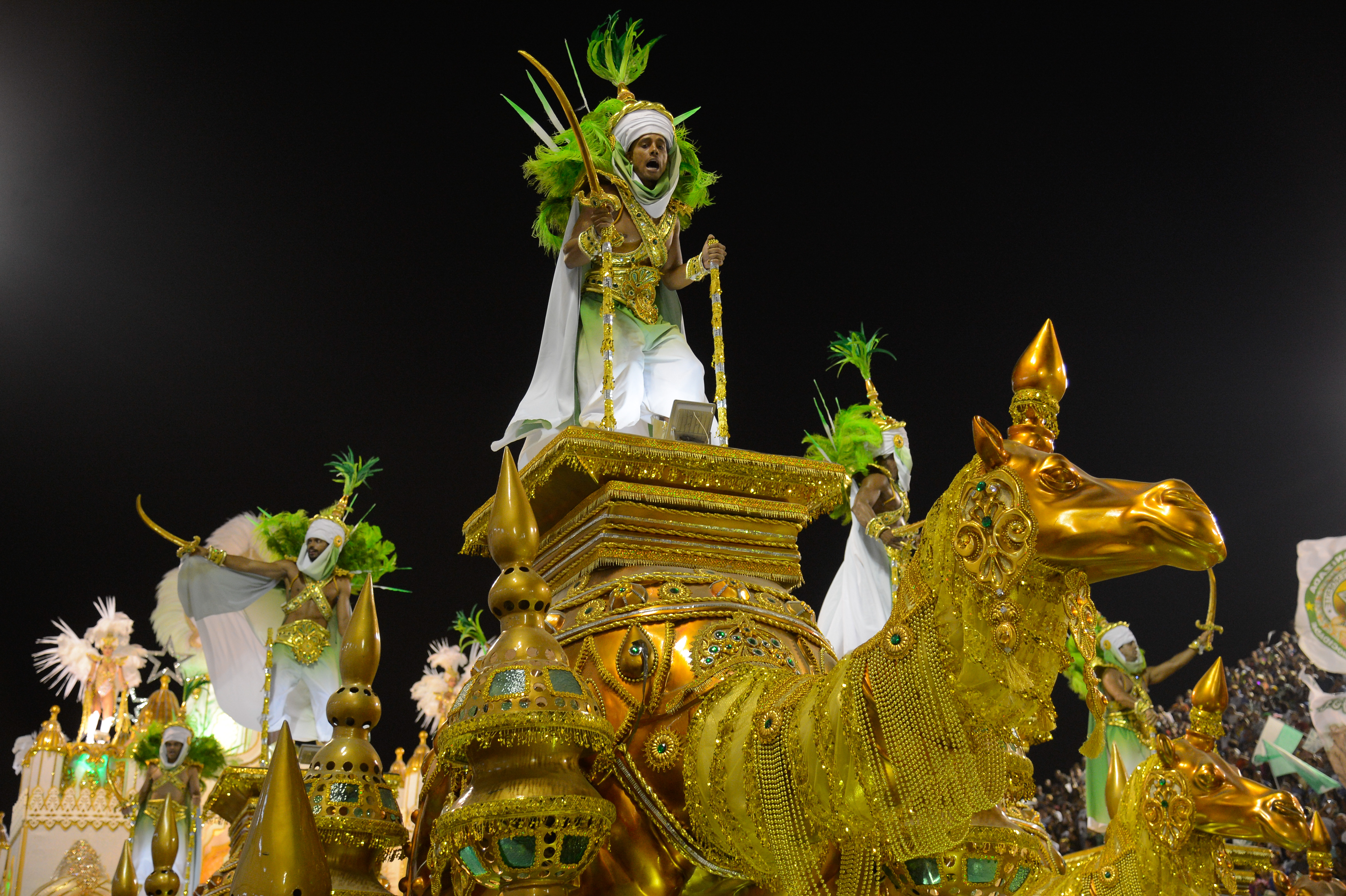
تعويم مع أ قافلة الجمل

## كرنفال الشارع

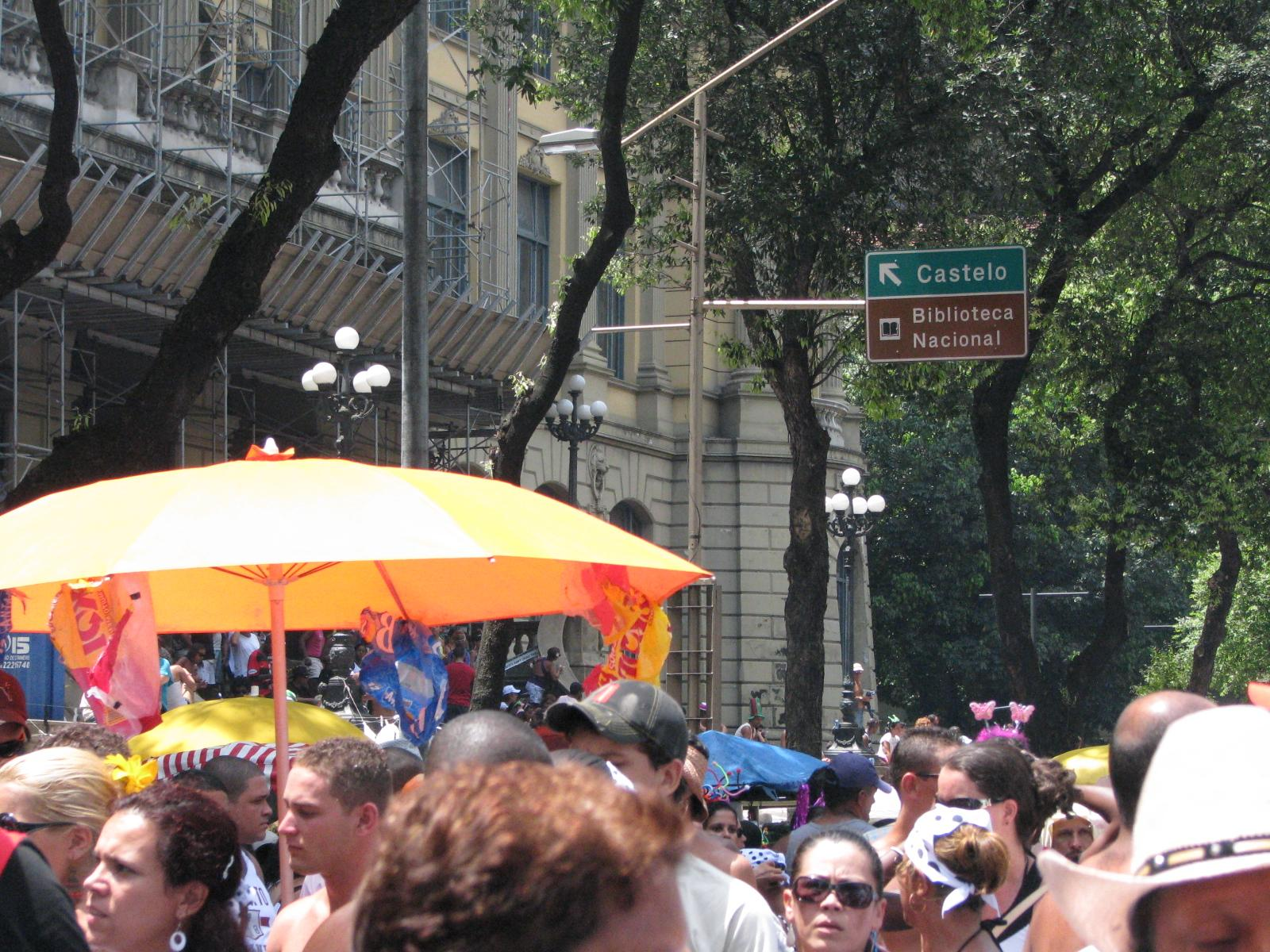
الحبل إرمو دا بولا بريتا ، أقدم شارع بلوك كرنفال ريو دي جانيرو

كما موكب تجري في سامبادروم وتعقد الكرات في قصر كوباكابانا والشاطئ ، والعديد من المشاركين في الكرنفال في مواقع أخرى. مهرجانات الشوارع شائعة جدا خلال الكرنفال ومكتظة بالسكان المحليين. عادة ما يتم ترك الأناقة والبذخ ، لكن الموسيقى والرقص لا يزالان شائعين للغاية. يسمح لأي شخص بالمشاركة في مهرجانات الشوارع. بانداس مألوفة جدا مع كرنفال الشارع خصوصا لأنه يأخذ شيئا للانضمام على متعة إلا للقفز في. واحدة من بانداس الأكثر شهرة من ريو هو باندا دي ايبانيما. تم إنشاء باندا دي ايبانيما لأول مرة في عام 1965 ، وكما هو معروف الفرقة الشارع الأكثر موقر ريو.
تم دمج الرقص والموسيقى في كل جانب من جوانب كرنفال ريو. الرقص الأكثر شهرة هو كرنفال سامبا ، رقصة برازيلية ذات تأثيرات أفريقية. يبقى السامبا رقصة شعبية ليس فقط في الكرنفال ولكن في الأحياء اليهودية خارج المدن الرئيسية. هذه القرى تبقي على قيد الحياة الجانب التاريخي للرقص دون تأثير الثقافات الغربية.
الموسيقى هي جزء رئيسي آخر من جميع جوانب الكرنفال. كما ذكر من قبل مدينة سامبا ، «سامبا كرنفال الصكوك هي جزء مهم من البرازيل وكرنفال ريو دي جانيرو ، وإرسال يدق لا تقاوم والإيقاعات مما يجعل الحشد تنفجر في الرقص الملونة الثورة مهرجان الخيال!» السامبا التي وجدت في ريو هي باتوكانادا ، في إشارة إلى الرقص والموسيقى على أساس الآلات percusness. إنها «ولدت من ضرورة إيقاعية تسمح لك بالغناء ، والرقص ، والاستعراض في نفس الوقت.» هذا هو السبب في العثور على نمط باتوكادا في معظم كرنفالات الشوارع في ريو.
تجري مسيرات الشوارع والكتل والبانداس في جميع أنحاء مدينة ريو خلال الكرنفال ، أشهر وأكبر احتفال كرنفال في العالم. ويمكن أن يكون هناك أكثر من 300 من اللصوص في أي وقت من الأوقات. في حين أن أكبر حفلة في الشارع تقام خارج سامبادروم ، فإن أكبر رقصة في الشوارع المنظمة توجد عادة في ساحة سينيلانديا في مركز ريو. وفي 2012 ، خرج أكثر من 2 مليون من المستشهدين إلى شوارع ريو دي جانيرو للمشاركة في مؤتمر كورداو دا بولا بريتا بلوكو. وفقا لتقديرات الشرطة ، حضر أكثر من 5 ملايين شخص بلوكو خلال كرنفال ريو 2012 ولم يتم الإبلاغ عن حادثة واحدة من الجريمة.
عندما تم بناء السامبادروم في عام 1984 ، كان لها الأثر الجانبي من أخذ مواكب الشوارع من منطقة وسط المدينة إلى منطقة أداء محددة ومحفوظة. ومنذ ذلك الحين كانت بعض مدارس السامبا مدفوعة بجدول أعمال يركز على استعادة الحيز العام ، واستخدام تقاليد الكرنفال لاحتلال الشوارع بالاستعراضات أو البلوكات. ويمثل العديد منها مجتمعا محليا للمنطقة ولكنه مفتوح للجميع.
وتنتسب العديد من كتل كرنفال شوارع ريو التي تحتضن الأحزاب إلى اتحاد كتل كرنفال شوارع ولاية ريو دي جانيرو (FBCERJ) ، الذي تأسس في عام 1965..[بحاجة لمصدر]

## كورتي ريال

### ملكات الكرنفال
ملكة الكرنفال في ريو دي جانيرو وحتى أميرتين من واجبها أن تفرح ، جنبا إلى جنب مع الملك مومو. على عكس بعض المدن ، في مدينة ريو دي جانيرو ، لا ترى كوينز من الكرنفال مدرسة معينة من السامبا. في المسابقات ، عادة ما توضع الأميرات في المرتبة الثانية والثالثة ، وهي في المقابل الأميرة الأولى والثانية. بعضهم بعد عهد الملكات أو وصيفات البطاريات.[بحاجة لتوضيح]
| \| السنوات \| ملكات الكرنفال \| 1st الاميرة \| 2nd الاميرة \| Ref \| \| 2004 \| Priscila Mendes \| \| \| [22] \| \| 2005 \| Ana Paula Evangelista \| Elaine Babo \| \| [23] \| \| 2006 \| Ana Paula Evangelista \| Cristiane Hani \| [23][24] \| \| \| 2007 \| Jaqueline Faria \| Jacqueline Nascimento \| Mônika Nascimento \| [25] \| \| 2008 \| Kétula Mello \| Charlene Costa \| Jaqueline Faria \| [26] \| \| 2009 \| Jéssica Maia \| Charlene Costa \| Shayene Cesário \| [27] \| \| 2010 \| Shayene Cesário \| Talita Castilhos \| Suellen Pinto \| [28] \| \| 2011 \| Bianca Salgueiro \| Talita Castilhos \| Suzan Gonçalves \| [29] \| \| 2012 \| Cris Alves \| Letícia Guimarães \| Suzan Gonçalves \| [30] \| \| 2013 \| Evelyn Bastos \| Letícia Guimarães \| Clara Paixão \| [31][32] \| \| 2014 \| Letícia Guimarães \| Clara Paixão \| Graciele Chaveirinho \| [33][34][35] \| \| 2015 \| Clara Paixão \| Bianca Monteiro \| Uillana Adães \| [36][37] \| \| 2016 \| Clara Paixão \| Uillana Adães \| Bianca Monteiro \| [38][39] \| \| 2017 \| Uillana Adães \| Joice Rocha \| Deisiane Conceição \| [40] \| \| 2018 \| Jéssica Maia \| Deisiane Conceição \| Cintia de Oliveira \| [41] \| \| 2019 \| Clara Paixão \| Deisiane Conceição \| Viviane Silveira \| [بحاجة لمصدر] \| \| 2020 \| Camila Silva \| Deisiane Conceição \| Cinthia de Oliveira \| [بحاجة لمصدر] \| |                       |                       |                      |                      |
| السنوات | ملكات الكرنفال        | 1st الاميرة           | 2nd الاميرة          | Ref                  |
| 2004 | Priscila Mendes       |                       |                      | [ 22 ]               |
| 2005 | Ana Paula Evangelista | Elaine Babo           |                      | [ 23 ]               |
| 2006 | Ana Paula Evangelista | Cristiane Hani        | [ 23 ] [ 24 ]        |                      |
| 2007 | Jaqueline Faria       | Jacqueline Nascimento | Mônika Nascimento    | [ 25 ]               |
| 2008 | Kétula Mello          | Charlene Costa        | Jaqueline Faria      | [ 26 ]               |
| 2009 | Jéssica Maia          | Charlene Costa        | Shayene Cesário      | [ 27 ]               |
| 2010 | Shayene Cesário       | Talita Castilhos      | Suellen Pinto        | [ 28 ]               |
| 2011 | Bianca Salgueiro      | Talita Castilhos      | Suzan Gonçalves      | [ 29 ]               |
| 2012 | Cris Alves            | Letícia Guimarães     | Suzan Gonçalves      | [ 30 ]               |
| 2013 | Evelyn Bastos         | Letícia Guimarães     | Clara Paixão         | [ 31 ] [ 32 ]        |
| 2014 | Letícia Guimarães     | Clara Paixão          | Graciele Chaveirinho | [ 33 ] [ 34 ] [ 35 ] |
| 2015 | Clara Paixão          | Bianca Monteiro       | Uillana Adães        | [ 36 ] [ 37 ]        |
| 2016 | Clara Paixão          | Uillana Adães         | Bianca Monteiro      | [ 38 ] [ 39 ]        |
| 2017 | Uillana Adães         | Joice Rocha           | Deisiane Conceição   | [ 40 ]               |
| 2018 | Jéssica Maia          | Deisiane Conceição    | Cintia de Oliveira   | [ 41 ]               |
| 2019 | Clara Paixão          | Deisiane Conceição    | Viviane Silveira     | [بحاجة لمصدر]        |
| 2020 | Camila Silva          | Deisiane Conceição    | Cinthia de Oliveira  | [بحاجة لمصدر]        |

## روابط خارجية
- الموقع الرسمي لكرنفال ريو
- (بالإنجليزية) مسرد كرنفال البرازيلي للمصطلحات باللغة الإنجليزية
- صور كرنفال ريو 2010,13*
- كرنفال في ريو: مجنون ، مثير ، غريب نسخة محفوظة 10 مارس 2011 على موقع واي باك مشين. - عرض الشرائح بواسطة مجلة الحياةالباحث المتقدم لأمريكا بواسطة آر جي.
- كرنفال في ريو: فيلم وثائقي على الإنترنت عن كرنفال ريو دي جانيرو
- Brasiltropicalshow.com